# Дворана славних рокенрола
Дворана славних и музеј рокенрола (енгл. Rock and Roll Hall of Fame and Museum) музеј је који се налази на самој обали језера Ири у центру Кливленда, града у америчкој држави Охајо. Посвећен је архивирању историје неких од најпознатијих и најутицајнијих уметника, продуцената, инжењера и других који су на неки битан начин утицали на музичку индустрију.
У Дворану славних рокенрола први је уврштен Чак Бери, 23. јануара 1986. године, а представио га је Кит Ричардс, гитариста групе The Rolling Stones.

## Фондација и оснивање
Дворану славних рокенрола је 20. априла 1983. основао Ахмет Ертегун, оснивач и председник издавачке куће Atlantic Records. Он је окупио тим који је укључивао адвоката Сузан Еванс, уредника и издавача часописа Ролинг стоун Јана С. Венера, адвоката Алена Грубмана и издаваче плоча Сејмора Стајна, Боба Краснова и Норин Вуд. Фондација је почела да уводи уметнике 1986, али дворана још увек није имала своју локацију. Комисија за претрагу је разматрала неколико градова, укључујући и Мемфис (дом за Sun Studios и Stax Records), Детроит (дом за Motown Records), Синсинати (дом за King Records), Њујорк и Кливленд.
Кливленд је лобирао за музеј, наводећи да је диск-џокеј радија WJW Алан Фрид сковао термин рокенрол и снажно промовише нови жанр — а да је Кливленд локација Фридовог Мундог коронејшон боула, првог великог рокенрол концерта. Поред тога, Кливленд навео радио-станицу WMMS, која је одиграла кључну улогу у организовању неколико великих дела у САД током 1970-их и 1980-их, укључујући и уметника Дејвид Боуија, који је почео своју прву америчку турнеју у том граду, али и Бруса Спрингстина и др. Кливленд је била једна од примарних локација за турнеју већине рок бендова.
Градски лидери у Кливленду су обећали 65 милиона долара јавног новца за финансирање изградње. Петицију је потписало 600.000 фанова, чиме је изгласан Кливленд испред Мемфиса и рангиран први у анкети из 1986. часописа USA Today, у којој су питали читаоце где би требало да се налази дворана. Дана 5. маја 1986. године, Дворана славних рокенрола изабрала је Кливленд као трајан дом Дворане славних и музеја рокенрола.

## Извођачи уврштени у Дворану
| Година | Уведени извођачи | Изв.   |
| ------ | --- | ------ |
| 1986.  | Чак Бери · Џејмс Браун · Реј Чарлс · Сем Кук · Фетс Домино · Бади Холи · Џери Ли Луис · Литл Ричард · Елвис Пресли                                                                                     | [ 9 ]  |
| 1987.  | · Еди Кокран · Бо Дидли · Арета Френклин · Марвин Геј · Бил Хејли · Б.Б. Кинг · Клајд Макфатер · Рики Нелсон · Рој Орбисон · Карл Перкинс · Смоки Робинсон · Биг Џо Тарнер · Мади Вотерс · Џеки Вилсон | [ 10 ] |
| 1988.  | · Боб Дилан · | [ 11 ] |
| 1989.  | Дион · Отис Рединг · Стиви Вондер | [ 12 ] |
| 1990.  | Хенк Балард · Боби Дарин · · | [ 13 ] |
| 1991.  | Лаверн Бејкер · · Џон Ли Хукер · · Вилсон Пикет · Џими Рид · Ајк и Тина Тарнер | [ 14 ] |
| 1992.  | Боби Бланд · · Џони Кеш · | [ 15 ] |
| 1993.  | Рут Браун · Ета Џејмс · Ван Морисон · | [ 16 ] |
| 1994.  | · · Двејн Еди · · Елтон Џон · Џон Ленон · Боб Марли · Род Стјуарт | [ 17 ] |
| 1995.  | · Ал Грин · Џенис Џоплин · Нил Јанг · Френк Запа | [ 18 ] |
| 1996.  | Дејвид Боуи · · Литл Вили Џон · · | [ 19 ] |
| 1997.  | · Џони Мичел · | [ 20 ] |
| 1998.  | · · Лојд Прајс · · Џин Винсент | [ 21 ] |
| 1999.  | Били Џоел · Кертис Мејфилд · Пол Макартни · Дел Шенон · Дасти Спрингфилд · Брус Спрингстин · | [ 22 ] |
| 2000.  | Ерик Клептон · · Бони Рејт · Џејмс Тејлор | [ 23 ] |
| 2001.  | · Соломон Берк · Мајкл Џексон · Пол Сајмон · Ричи Валенс | [ 24 ] |
| 2002.  | Ајзак Хејз · Бренда Ли · · Џин Питни · · | [ 25 ] |
| 2003.  | · | [ 26 ] |
| 2004.  | Џексон Браун · · Џорџ Харисон · Принс · Боб Сигер · · | [ 27 ] |
| 2005.  | Бади Гај · · Перси Слеџ · | [ 28 ] |
| 2006.  | · Мајлс Дејвис · | [ 29 ] |
| 2007.  | · Пети Смит · | [ 30 ] |
| 2008.  | · Ленард Коен · Мадона · Џон Меленкамп · | [ 31 ] |
| 2009.  | Џеф Бек · · Боби Вомак | [ 32 ] |
| 2010.  | · · Џими Клиф · · | [ 33 ] |
| 2011.  | · Нил Дајмонд · Др Џон · Дарлин Лав · Том Вејтс | [ 34 ] |
| 2012.  | · · Донован · · Лора Ниро · | [ 35 ] |
| 2013.  | · Алберт Кинг · Ренди Њуман · · Дона Самер | [ 36 ] |
| 2014.  | Питер Гејбријел · Линда Ронстадт · Кет Стивенс | [ 37 ] |
| 2015.  | · Лу Рид · · Бил Видерс · Ринго Стар | [ 38 ] |
| 2016.  | · · Стив Милер | [ 39 ] |
| 2017.  | · Џоун Бајз · Тупак Шакур · | [ 40 ] |
| 2018.  | · Нина Симон | [ 41 ] |
| 2019.  | · Џенет Џексон · Стиви Никс · | [ 42 ] |
| 2020.  | · Витни Хјустон · | [ 43 ] |
| 2021.  | Тина Тарнер · Керол Кинг · · Џеј-Зи · · Тод Рандгрен | [ 44 ] |
| 2022.  | Пет Бенатар и Нил Џиралдо · Еминем · Доли Партон · Лајонел Ричи · Карли Сајмон · | [ 45 ] |
| 2023.  | Кејт Буш · Шерил Кроу · Миси Елиот · Џорџ Мајкл · Вили Нелсон · | [ 46 ] |
| 2024.  | Мери Џеј Блајџ · Ози Озборн · Питер Фремптон · Шер · | [ 47 ] |
| 2025.  | Џо Кокер · Синди Лопер · Чаби Чекер · | [ 48 ] |